# GENERATION GAP
〈GENERATION GAP〉은 1997년 11월 6일에 발매된 V6의 8번째의 싱글이다.

## 해설
- 곡을 제공한 후지이 후미야, 후지이 나오유키는 일본의 그룹 F-BLOOD이기도 한데, 이들은 본인들의 앨범에 이 곡을 리메이크 하기도 하였다.

## 수록곡
1. GENERATION GAP 
  - 작사：후지이 후미야, 작곡：후지이 나오유키, 편곡：우에노 케이시
  - TBS계열 V6 출연 버라이어티 《학교에 가자!》의 주제곡
2. EXIT / Coming Century
  - 작사：로크트 미스미, 작곡：호시노 야스시언, 편곡：코니시 타카오
3. GENERATION GAP(가라오케)
4. EXIT(가라오케)